# Juan José Millás
Juan José Millás, španski pisatelj in novinar, * 31. januar 1946, Valencija, Španija.
Njegova dela so prevedena v 23 jezikov.

## Biografija
Prva leta svojega življenja je Juan José Millás preživel v Valenciji, nato se je z družino leta 1952 preselil v Madrid, tam je ostal večino svojega življenja. Na univerzi je študiral filozofijo in književnost, a je študij opustil v tretjem letniku. Dobil je službo in se posvetil pisanju. Začel je s poezijo, vendar se je kasneje posvetil prozi. Na njegov prvi roman je vplival pisatelj Julio Cortazar. Drugi roman Cerbero son las sombras je izdal leta 1975. V začetku 90. let je začel pisati za časopis El Pais. Na njegovo delo sta vplivala Dostojevski in Kafka. Njegova dela so v večini psihološka in introspektivna. Ustvaril je svoj literarni žanr – articuento, v katerem se vsakodnevne zgodbe prelevijo v fantazijo, ki bralcem omogoča, da kritično opazujejo resničnost. S svojimi članki je pridobil veliko privržencev, ki cenijo njegov način pisanja.Njegov najbolj priljubljen in tudi najpomembnejši roman je Papel mojado, ki je izšel leta 1983. Sodeloval je v oddaji La Ventana, kjer je poslušalce spodbujal k pošiljanju kratkih zgodb o besedah iz slovarja, iz katerih gradi glosar. Za svoja dela je prejel več nagrad. Napisal je tudi avtobiografski roman El mundo, v katerem se spominja svojega otroštva.

## Delo
V slovenščino sta prevedeni dve njegovi deli: Moja resnična zgodba (Prevod: Marjana Šifrar Kalan, COBISS.SI-ID - 298973184, Založba: Malinc) (Mi verdadera historia) in Ženski v Pragi
(Prevod: Matija Ravitz, soprevajalki Urša Geršak, Barbara Pregelj, COBISS.SI-ID - 264137216)(Dos mujeres en Praga).

### Moja resnična zgodba
Glavni oseba v zgodbi je najstnik, ki se v svoji družini ne počuti sprejet. Vse bi naredil, da bi dobil očetovo pozornost, oče pa je ves čas zaseden z branjem knjig. Fant se odloči, da bo storil samomor, tako da bo skočil z mostu. Najprej pa z mosta spusti frnikolo, s katero povzroči prometno nesrečo, in se ves preplašen se vrne domov. Od takrat naprej se drugače obnaša. Njegova mama ve, kaj je storil, vendar mu ne pusti, da bi ji tudi sam povedal, saj se tako brani pred resničnostjo. Fant izve, da je v nesreči preživela samo deklica Irene. Nekaj časa jo zasleduje, dokler se ne zbližata in postaneta par. Svoje razmerje z njo protagonist skriva pred družino, saj ve, da mati tega ne bi odobravala. Kmalu pa ju mati odkrije, kar jo od sina odvrne. Protagonist zato odide k očetu (medtem sta se starša ločila). V ključnem trenutku protagonist izve, da Irene ve, kaj je storil. V tistem trenutku do nje ne čuti več ljubezni in jo zato zapusti. Veliko vlogo v delu imajo očetove knjige, ki pa jih protagonist ne bere, ampak se poistoveti z njihovimi naslovi npr. Zločin in kazen, Idiot. Prav tako ima pomembno vlogo dečkovo pisanje, saj piše zato, da bi ustregel očetu. Želi si, da bi postal slaven pisatelj, da bi oče bral njegova dela. Zgodba prikazuje, kako lahko najmanjše stvari v življenju povzročijo številne posledice.

### Druga dela
1. Cerbero son las sombras, 1975
2. Visión del ahogado, 1977
3. El jardín vacío, 1981
4. Papel mojado, 1983
5. Letra muerta, 1984
6. El desorden de tu nombre, 1987
7. La soledad era esto, 1990
8. Volver a casa, 1990
9. Tonto, muerto, bastardo e invisible, 1995
10. El orden alfabético, 1998
11. No mires debajo de la cama, 1999
12. Números pares, impares e idiotas, 2001
13. Žeski v Pragi (Dos mujeres en Praga, 2002)
14. Laura y Julio, 2006
15. El mundo, 2007
16. Lo que sé de los hombrecillos, 2010
17. La mujer loca, 2014
18. Desde la sombra, 2016
19. Moja resnična zgodba (Mi verdadera historia, 2017)
20. Que nadie duerma, 2018
21. La vida a ratos, 2019
22. ZGODBE:
23. Primavera de luto y otros cuentos, 1989
24. Ella imagina, 1994
25. Cuentos a la intemperie, 1996
26. Cuentos de adúlteros desorientados, 2003
27. Los objetos nos llaman, 2008
28. Articuentos completos, 2011
29. Una vocación imposible. Cuentos completos 1989-2008, 2019

## Nagrade
- 1975 - Premio Sésamo de Novela
- 1990 -  Premio Nadal
- 1999 -  Premio de Periodismo Mariano de Cavia
- 2000 - Premio Periodístico de la  Fundación  Germán Sánchez Ruipérez
- 2002 -  Premio Primavera
- 2002 -  Premio Nacional de Periodismo Miguel Delibes
- 2005 -  Premio de Periodismo Francisco Cerecedo
- 2006 - Doctor honoris causa
- 2007 -  Premio Planeta
- 2008 -  Premio Nacional de Narrativa
- 2009 - Premio Don Quijote de Periodismo